# Novooukraïnka
Novooukraïnka (en ukrainien : Новоукраїнка ; en russe : Новоукраинка) est une ville de l'oblast de Kirovohrad, en Ukraine, et le centre administratif du raïon de Novooukraïnka. Sa population s'élevait à 17 741 habitants en 2013.

## Géographie

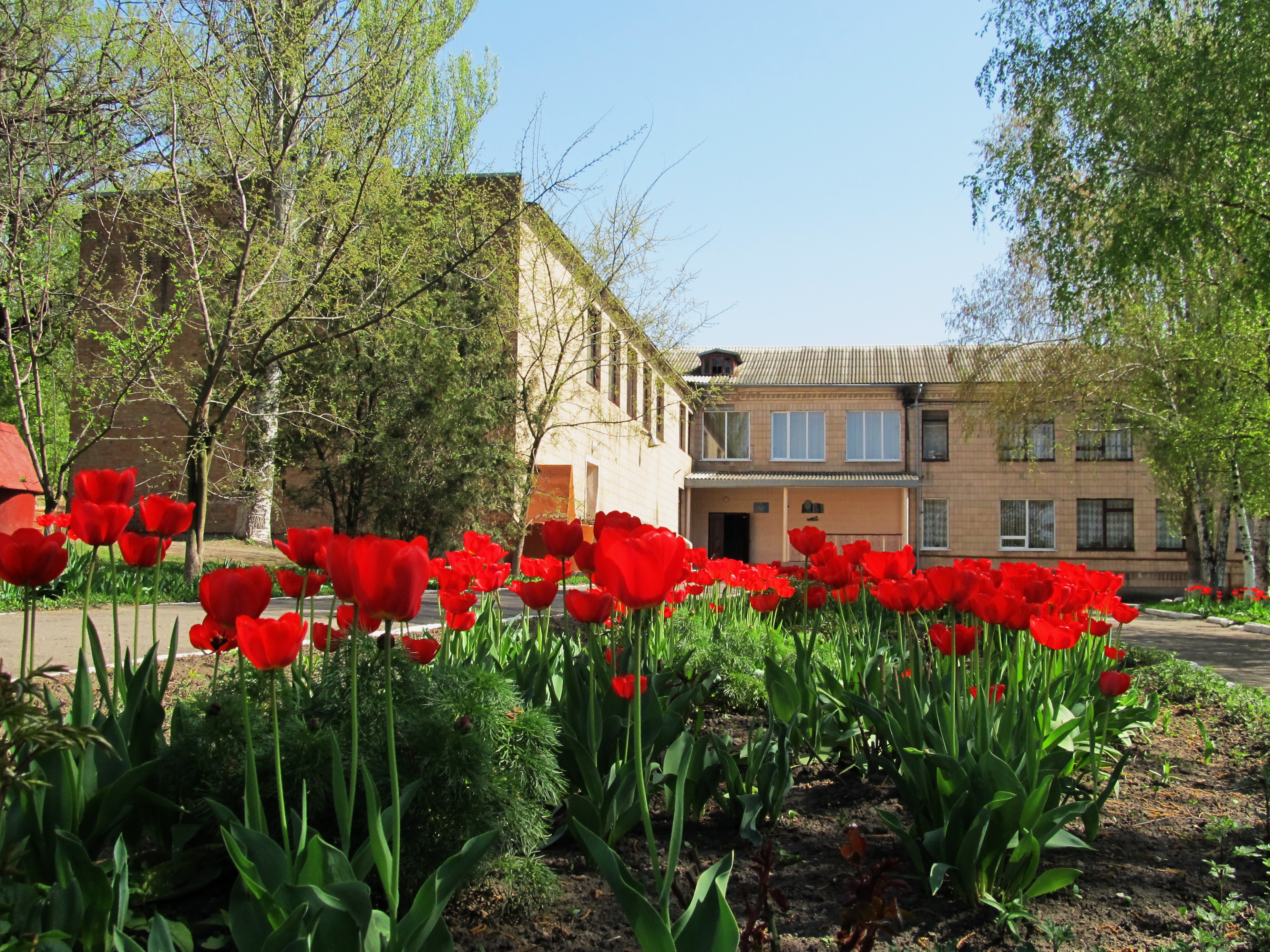
Ecole n°6.

Novooukraïnka est située à 58 km au sud-ouest de Kropyvnytskyï.

## Histoire

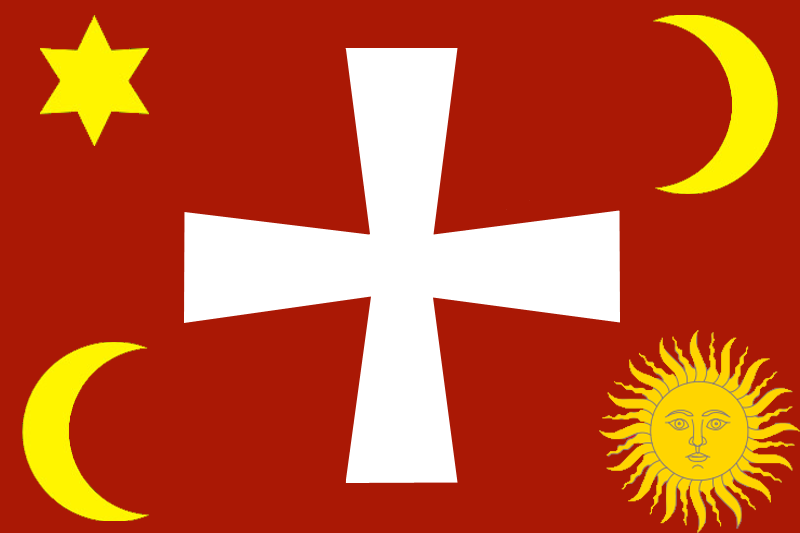
le drapeau des cosaques zaporogues.

Le territoire de la ville moderne faisait partie de la partie occidentale des possessions de Sitch zaporogue et appartenait à la palanka Bugogard (une palanka est une unité administrative de l'armée cosaque). En fait, elle a fait partie du Champ Sauvage pendant de nombreux siècles, avant l'Hetmanat.
Avec le début de la guerre russo-turque de 1768-1774, selon le « projet » du commandant de la 2e armée russe, le comte Piotr Ivanovitch Panin, la redoute Pavlovsky fut fondée avec l'installation de la première compagnie et du quartier général de la Régiment de colons de hussards moldaves, formé par le capitaine Zverev des Moldaves.
La même fortification a été construite sur la rive droite de la rivière Chorny Tachlyk. Pratiquement les deux fortifications, chacune avec dix canons sur les puits, formaient un nœud défensif sérieux. Des colonies du même nom ont été construites autour d'eux, qui sont devenues le noyau de la création de la ville moderne de Novooukraïnka.
En juin 1774, l'académicien Johann Güldenstedt, voyageant dans le gouvernorat d'Elizavetgrad, notait : "Jusqu'en 1769, cet endroit était désert, la même année une colonie fut fondée, qui est aujourd'hui le centre administratif du régiment moldave.".
Après l'établissement de colonies militaires dans le sud de l'Ukraine, Novopavlivsk fut transféré en 1821 à une partie de la 3e division de lanciers ukrainiens et le quartier général du 1er régiment de lanciers ukrainiens se trouvait ici, donc en 1832, cette position fut rebaptisée Novooukraïnka,.
En 1857, 6 346 personnes vivaient ici.
Le nombre exact de personnes tuées pendant l'Holodomor de 1932-1933 est inconnu, mais des témoins ont estimé que les pertes pendant la Seconde Guerre mondiale étaient la moitié de celles de l'Holodomor à Novooukraïnka.
Elle a le statut de ville depuis 1938 .
Du 2 août 1941 au 17 mars 1944, la ville est occupée par les troupes allemandes. 
En 1974, elle comptait 21 000 habitants.
La ville a adopté de nouveaux symboles en 2011.

## Population
Recensements (*) ou estimations de la population :
| 1923*  | 1926*  | 1939*  | 1959*  | 1970*  | 1979*  |
| ------ | ------ | ------ | ------ | ------ | ------ |
| 12 783 | 16 386 | 15 622 | 16 921 | 19 554 | 20 276 |

| 1989*  | 2001*  | 2010   | 2011   | 2012   | 2013   |
| ------ | ------ | ------ | ------ | ------ | ------ |
| 20 675 | 19 353 | 18 032 | 17 945 | 17 852 | 17 741 |

## Économie
La principale entreprise de la ville se consacre à la transformation des céréales et fait partie du groupe agroalimentaire ukrainien ZAT Gerkules. Elle existe depuis 1894.  

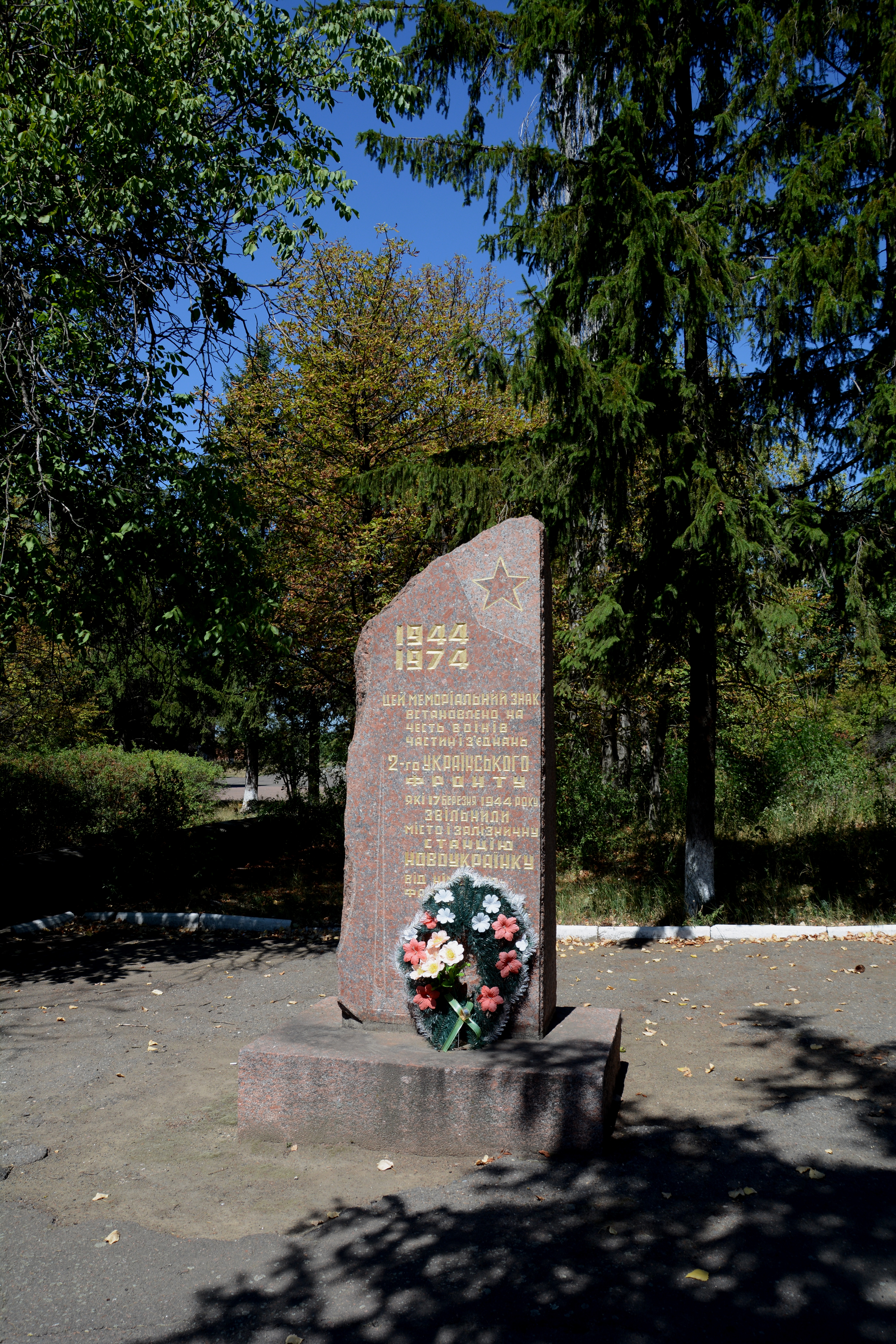
Mémorial aux cinquante ans de la libération de la ville (1974).
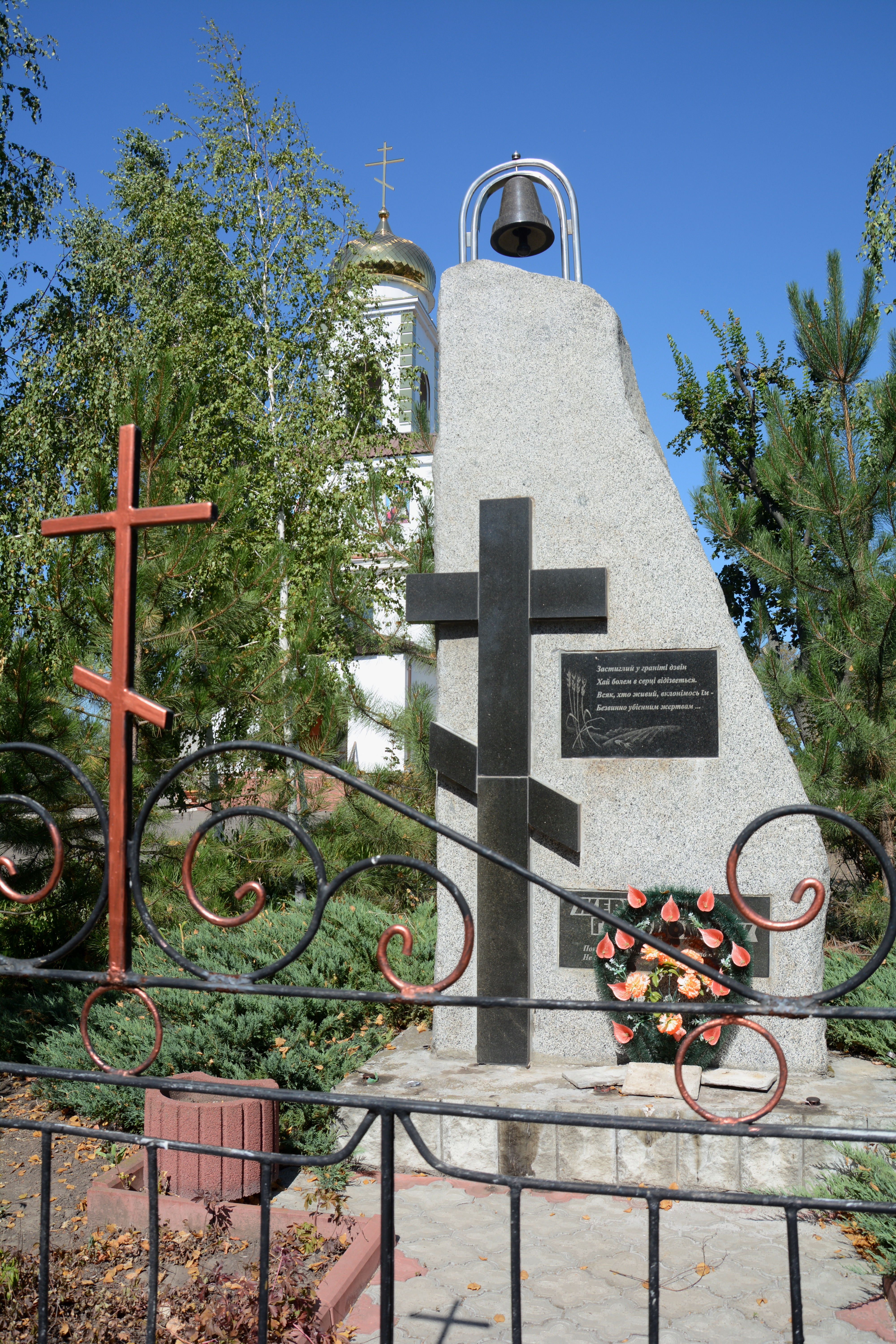
Commémoration de l'Holodomor.
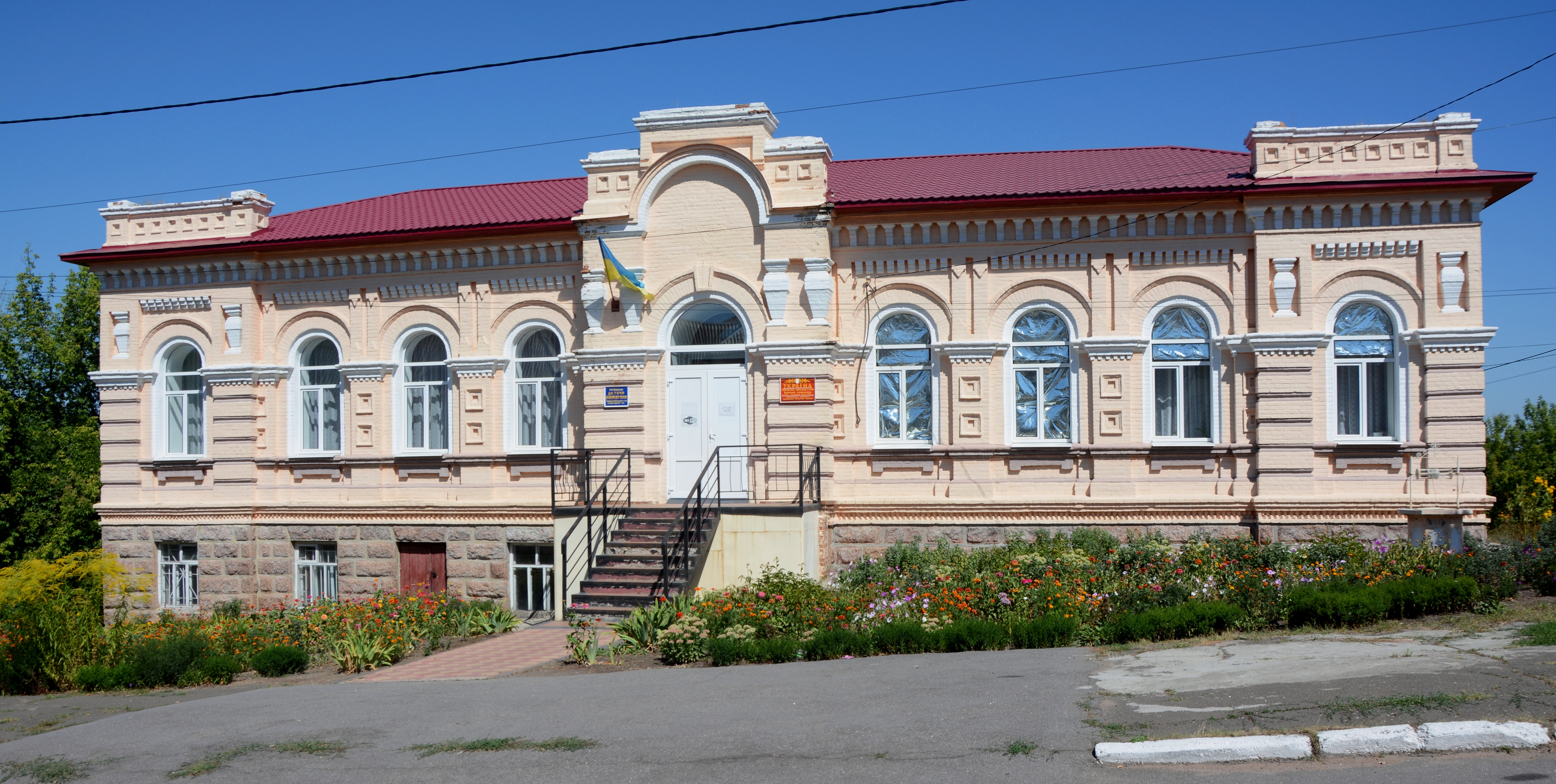
Bâtiment du conseil de district.
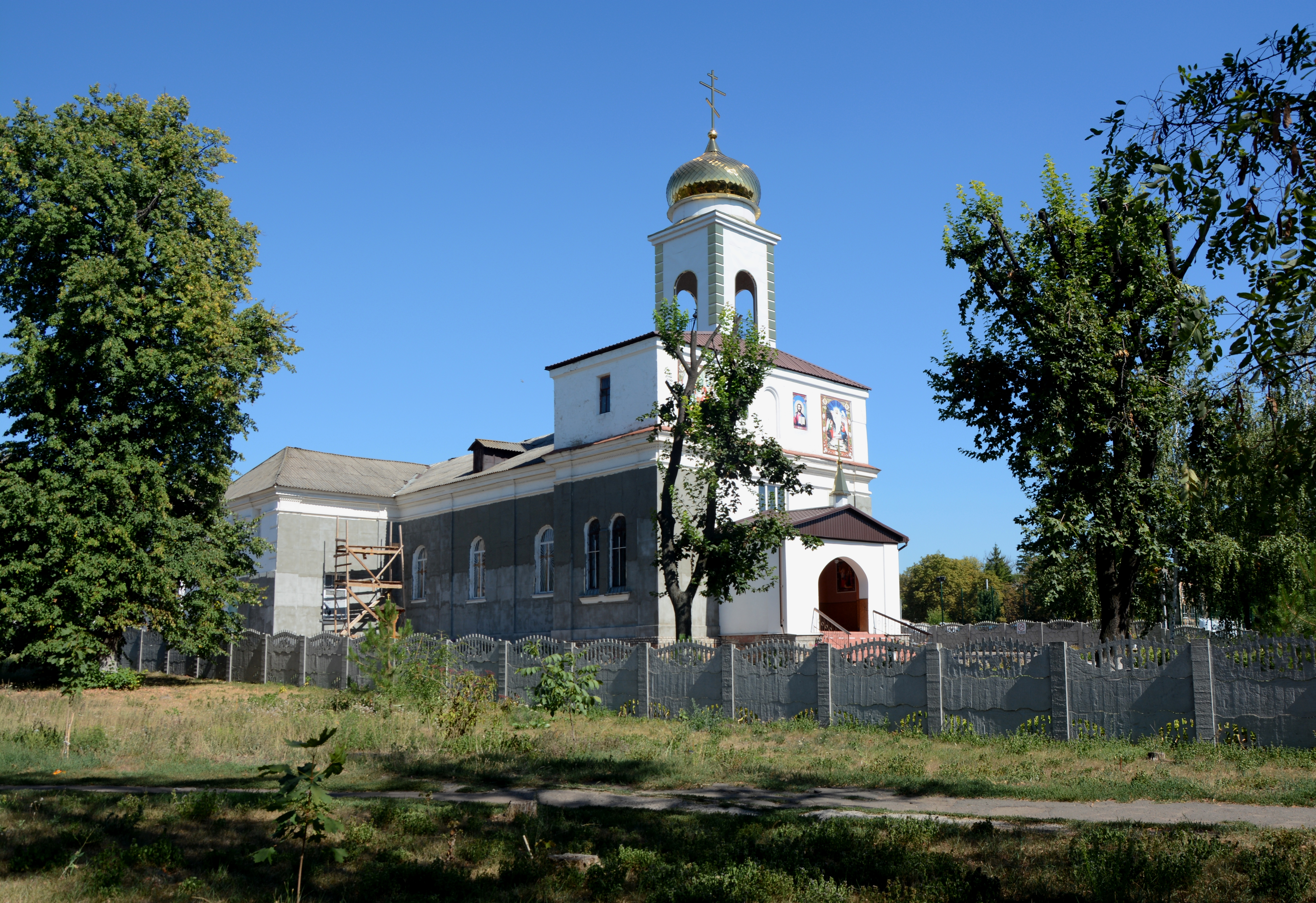
Eglise st-Alexandre Nevski.